# New Line Cinema
 (транскр.  Њу лајн синема) америчка је компанија за производњу и дистрибуцију филмова коју је 1967. године у Њујорку основао Роберт Шеј. Први филм компаније био је Страва у Улици брестова (енгл. A Nightmare on Elm Street), снимљен 1984. Од 1986. седиште компаније је било у Лос Анђелесу. Године 2008, након више од тридесет снимљених филмова, New Line Cinema је престала деловати као посебан филмски студио. 